# Valeriu Muravschi
Valeriu Muravschi (Sirota, 31 luglio 1949 – Chișinău, 8 aprile 2020) è stato un politico moldavo. Fu primo ministro della Repubblica Moldova dal 28 maggio 1991 al 1º luglio 1992.